# 熊毛郡 (山口県)
- 令制国一覧 > 山陽道 > 周防国 > 熊毛郡
- 日本 > 中国地方 > 山口県 > 熊毛郡

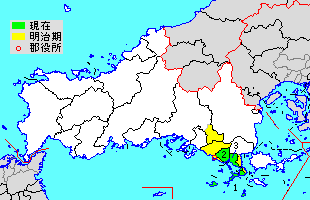
山口県熊毛郡の位置（1.上関町 2.田布施町 3.平生町）

熊毛郡（くまげぐん）は、山口県（周防国）の郡。内陸から瀬戸内海に突き出した室津半島と変化に富んだ地勢であり、近郊型農業や漁業が主な産業である。
人口26,405人、面積119.65km²、人口密度221人/km²。（2025年2月1日、推計人口）
以下の3町を含む。
- 上関町（かみのせきちょう）
- 田布施町（たぶせちょう）
- 平生町（ひらおちょう）

## 郡域
1879年（明治12年）に行政区画として発足した当時の郡域は、上記3町のほか、下記の区域にあたる。
- 光市の全域
- 周南市の一部（八代より南東）
- 柳井市の一部（伊保庄・旭ケ丘・阿月）

## 歴史
- 養老5年（721年）　- 一部区域が玖珂郡として分離。

### 近世以降の沿革
- 「旧高旧領取調帳」に記載されている明治初年時点での支配は以下の通り。（41村）

| 知行 | 知行               | 村数 | 村名 |
| ---- | ------------------ | ---- | --- |
| 藩領 | 周防山口藩         | 40村 | 麻郷村、麻郷奥村、別府村、上田布施村、下田布施村、波野村、大波野村、平生村、曽根村、大野南村、大野北村、宇佐木村、伊保庄村、伊保庄南村、佐賀村、小郡村、室津村、尾国村、樋口村、清尾村、原村、八代村、呼坂村、安田村、小松原村、小周防村、立野村、光井村、室積村、室積浦、岩田村、束荷村、塩田村、宿井村、吉井村、川西村、三輪村、大河内村、三井村、浅江村 |
| 藩領 | 山口藩・周防徳山藩 | 1村  | 島田村 |

- 明治4年
  - 6月19日（1871年8月5日） - 徳山藩が廃藩。領地が山口藩の管轄となる。
  - 7月14日（1871年8月29日） - 廃藩置県により山口県の管轄となる。
  - 11月15日（1871年12月26日） - 第1次府県統合により山口県の管轄となる。
- 明治初年 - 吉井村が宿井村に合併。（40村）
- 明治9年（1876年）（47村）
  - 大島郡長島・八島・祝島・佐合島・馬島・牛島の所属郡が本郡に変更。
  - 玖珂郡竪ヶ浜村の所属郡が本郡に変更。
- 明治12年（1879年）1月6日 - 郡区町村編制法の山口県での施行により行政区画としての熊毛郡が発足。郡役所が室積村に設置。

### 町村制以降の沿革

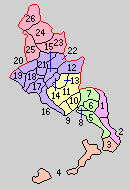
1.伊保庄村 2.伊保庄南村 3.室津村 4.上関村 5.佐賀村 6.大野村 7.平生村 8.曽根村 9.麻里府村 10.麻郷村 11.田布施村 12.塩田村 13.城南村 14.三輪村 15.岩田村 16.室積村 17.光井村 18.島田村 19.浅江村 20.三井村 21.周防村 22.束荷村 23.三丘村 24.高水村 25.勝間村 26.八代村（紫：光市 赤：周南市 桃：柳井市 橙：上関町 黄：田布施町 緑：平生町）

- 明治22年（1889年）4月1日 - 町村制の施行により、下記の各村が発足。（26村）
  - 伊保庄村、伊保庄南村（それぞれ単独村制。現・柳井市）
  - 室津村（単独村制。現・上関町）
  - 上関村 ← 長島、八島、祝島（現・上関町）
  - 佐賀村 ← 尾国村、佐合島、小郡村、佐賀村（現・平生町）
  - 大野村 ← 大野南村、大野北村（現・平生町）
  - 平生村 ← 平生村、竪ヶ浜村、平生町[5]、宇佐木村（現・平生町）
  - 曽根村（単独村制。現・平生町）
  - 麻里府村 ← 馬島、別府村（現・田布施町）
  - 麻郷村 ← 麻郷村、麻郷奥村（現・田布施町）
  - 田布施村 ← 下田布施村、上田布施村、波野村、大波野村（現・田布施町）
  - 塩田村（単独村制。現・光市）
  - 城南村 ← 宿井村、川西村（現・田布施町）
  - 三輪村、岩田村（それぞれ単独村制。現・光市）
  - 室積村 ← 牛島、室積浦、室積村（現・光市）
  - 光井村、島田村、浅江村、三井村（それぞれ単独村制。現・光市）
  - 周防村 ← 小周防村、立野村（現・光市）
  - 束荷村（単独村制。現・光市）
  - 三丘村 ← 小松原村、安田村（現・周南市）
  - 高水村 ← 清尾村、樋口村、原村（現・周南市）
  - 勝間村 ← 呼坂村、大河内村（現・周南市）
  - 八代村（単独村制。現・周南市）
- 明治29年（1896年）9月1日 - 郡制を施行。
- 明治34年（1901年）3月1日 - 伊保庄南村が改称して阿月村となる。
- 明治36年（1903年）4月1日 - 平生村が町制施行して平生町となる。（1町25村）
- 明治39年（1906年）1月1日 - 室積村が町制施行して室積町となる。（2町24村）
- 大正10年（1921年）2月11日 - 田布施村が町制施行して田布施町となる。（3町23村）
- 大正12年（1923年）4月1日 - 郡会が廃止。郡役所は存続。
- 大正15年（1926年）7月1日 - 郡役所が廃止。以降は地域区分名称となる。
- 昭和14年（1939年）4月1日 - 光井村・島田村・浅江村・三井村が合併して周南町が発足。（4町19村）
- 昭和15年（1940年）10月1日 - 周南町が改称して光町となる。
- 昭和18年（1943年）
  - 4月1日 - 光町・室積町が合併して光市が発足し、郡より離脱。（2町19村）
  - 11月3日 - 岩田村・三輪村・塩田村・束荷村が合併して大和村が発足。（2町16村）
- 昭和24年（1949年）4月1日 - 高水村のうち大字原の一部が勝間村に編入[6]。
- 昭和25年（1950年）4月1日 - 周防村のうち大字小周防の一部が勝間村に編入[7]。
- 昭和30年（1955年）
  - 1月1日（2町10村）
    - 麻郷村・麻里府村・田布施町・城南村が合併し、改めて田布施町が発足。
    - 平生町・大野村・曽根村・佐賀村が合併し、改めて平生町が発足。

  - 7月1日 - 周防村が光市に編入。（2町9村）
- 昭和31年（1956年）
  - 7月20日 - 阿月村が柳井市に編入。（2町8村）
  - 9月30日（3町3村）
    - 伊保庄村が柳井市に編入。
    - 三丘村・高水村・勝間村・八代村が合併して熊毛町が発足。
- 昭和32年（1957年）4月10日 - 光市のうち大字立野の一部が大和村に編入[8]。
- 昭和33年（1958年）2月1日 - 室津村が上関村に編入。上関村が即日町制施行して上関町となる。（4町1村）
- 昭和46年（1971年）1月15日 - 大和村が町制施行して大和町となる。（5町）
- 平成15年（2003年）4月21日 - 熊毛町が徳山市・新南陽市・都濃郡鹿野町と合併して周南市が発足し、郡より離脱。（4町）
- 平成16年（2004年）10月4日 - 大和町が光市と合併し、改めて光市が発足、郡より離脱。（3町）

### 変遷表
| 明治22年以前   | 明治22年以前   | 明治22年以前              | 明治22年 4月1日 | 明治22年 - 大正15年           | 昭和元年 - 昭和29年   | 昭和元年 - 昭和29年       | 昭和元年 - 昭和29年         | 昭和30年 - 昭和39年                         | 昭和40年 - 昭和64年         | 平成元年 - 現在              | 現在     |
| -------------- | -------------- | ------------------------- | --------------- | ----------------------------- | --------------------- | ------------------------- | --------------------------- | ------------------------------------------- | --------------------------- | ---------------------------- | -------- |
| 大島郡牛島     | 大島郡牛島     | 明治9年 所属変更 牛島     | 室積村          | 明治39年1月1日 町制 室積町    | 室積町                | 室積町                    | 昭和18年4月1日 光市         | 光市                                        | 光市                        | 平成16年10月4日 光市         | 光市     |
| 室積浦         | 室積浦         | 室積浦                    | 室積村          | 明治39年1月1日 町制 室積町    | 室積町                | 室積町                    | 昭和18年4月1日 光市         | 光市                                        | 光市                        | 平成16年10月4日 光市         | 光市     |
| 室積村         | 室積村         | 室積村                    | 室積村          | 明治39年1月1日 町制 室積町    | 室積町                | 室積町                    | 昭和18年4月1日 光市         | 光市                                        | 光市                        | 平成16年10月4日 光市         | 光市     |
| 三井村         | 三井村         | 三井村                    | 三井村          | 三井村                        | 昭和14年4月1日 周南町 | 昭和15年10月1日 改称 光町 | 昭和18年4月1日 光市         | 光市                                        | 光市                        | 平成16年10月4日 光市         | 光市     |
| 島田村         | 島田村         | 島田村                    | 島田村          | 島田村                        | 昭和14年4月1日 周南町 | 昭和15年10月1日 改称 光町 | 昭和18年4月1日 光市         | 光市                                        | 光市                        | 平成16年10月4日 光市         | 光市     |
| 浅江村         | 浅江村         | 浅江村                    | 浅江村          | 浅江村                        | 昭和14年4月1日 周南町 | 昭和15年10月1日 改称 光町 | 昭和18年4月1日 光市         | 光市                                        | 光市                        | 平成16年10月4日 光市         | 光市     |
| 光井村         | 光井村         | 光井村                    | 光井村          | 光井村                        | 昭和14年4月1日 周南町 | 昭和15年10月1日 改称 光町 | 昭和18年4月1日 光市         | 光市                                        | 光市                        | 平成16年10月4日 光市         | 光市     |
| 塩田村         | 塩田村         | 塩田村                    | 塩田村          | 塩田村                        | 塩田村                | 塩田村                    | 昭和18年11月3日 大和村      | 大和村                                      | 昭和46年1月15日 町制 大和町 | 平成16年10月4日 光市         | 光市     |
| 束荷村         | 束荷村         | 束荷村                    | 束荷村          | 束荷村                        | 束荷村                | 束荷村                    | 昭和18年11月3日 大和村      | 大和村                                      | 昭和46年1月15日 町制 大和町 | 平成16年10月4日 光市         | 光市     |
| 三輪村         | 三輪村         | 三輪村                    | 三輪村          | 三輪村                        | 三輪村                | 三輪村                    | 昭和18年11月3日 大和村      | 大和村                                      | 昭和46年1月15日 町制 大和町 | 平成16年10月4日 光市         | 光市     |
| 岩田村         | 岩田村         | 岩田村                    | 岩田村          | 岩田村                        | 岩田村                | 岩田村                    | 昭和18年11月3日 大和村      | 大和村                                      | 昭和46年1月15日 町制 大和町 | 平成16年10月4日 光市         | 光市     |
| 立野村         | 一部           | 立野村                    | 周防村          | 周防村                        | 周防村                | 周防村                    | 周防村                      | 昭和32年4月10日 大和村に編入                | 昭和46年1月15日 町制 大和町 | 平成16年10月4日 光市         | 光市     |
| 立野村         | 一部           | 立野村                    | 周防村          | 周防村                        | 周防村                | 周防村                    | 周防村                      | 昭和30年7月1日 光市に編入                   | 光市                        | 平成16年10月4日 光市         | 光市     |
| 小周防村       | 一部           | 小周防村                  | 周防村          | 周防村                        | 周防村                | 周防村                    | 周防村                      | 昭和30年7月1日 光市に編入                   | 光市                        | 平成16年10月4日 光市         | 光市     |
| 小周防村       | 一部           | 小周防村                  | 周防村          | 周防村                        | 周防村                | 周防村                    | 昭和25年4月1日 勝間村に編入 | 昭和31年9月30日 熊毛町                      | 熊毛町                      | 平成15年4月21日 周南市の一部 | 周南市   |
| 呼坂村         | 呼坂村         | 呼坂村                    | 勝間村          | 勝間村                        | 勝間村                | 勝間村                    | 勝間村                      | 昭和31年9月30日 熊毛町                      | 熊毛町                      | 平成15年4月21日 周南市の一部 | 周南市   |
| 大河内村       | 大河内村       | 大河内村                  | 勝間村          | 勝間村                        | 勝間村                | 勝間村                    | 勝間村                      | 昭和31年9月30日 熊毛町                      | 熊毛町                      | 平成15年4月21日 周南市の一部 | 周南市   |
| 原村           | 一部           | 原村                      | 高水村          | 高水村                        | 高水村                | 高水村                    | 昭和24年4月1日 勝間村に編入 | 昭和31年9月30日 熊毛町                      | 熊毛町                      | 平成15年4月21日 周南市の一部 | 周南市   |
| 原村           | 一部           | 原村                      | 高水村          | 高水村                        | 高水村                | 高水村                    | 高水村                      | 昭和31年9月30日 熊毛町                      | 熊毛町                      | 平成15年4月21日 周南市の一部 | 周南市   |
| 清尾村         | 清尾村         | 清尾村                    | 高水村          | 高水村                        | 高水村                | 高水村                    | 高水村                      | 昭和31年9月30日 熊毛町                      | 熊毛町                      | 平成15年4月21日 周南市の一部 | 周南市   |
| 樋口村         | 樋口村         | 樋口村                    | 高水村          | 高水村                        | 高水村                | 高水村                    | 高水村                      | 昭和31年9月30日 熊毛町                      | 熊毛町                      | 平成15年4月21日 周南市の一部 | 周南市   |
| 小松原村       | 小松原村       | 小松原村                  | 三丘村          | 三丘村                        | 三丘村                | 三丘村                    | 三丘村                      | 昭和31年9月30日 熊毛町                      | 熊毛町                      | 平成15年4月21日 周南市の一部 | 周南市   |
| 安田村         | 安田村         | 安田村                    | 三丘村          | 三丘村                        | 三丘村                | 三丘村                    | 三丘村                      | 昭和31年9月30日 熊毛町                      | 熊毛町                      | 平成15年4月21日 周南市の一部 | 周南市   |
| 八代村         | 八代村         | 八代村                    | 八代村          | 八代村                        | 八代村                | 八代村                    | 八代村                      | 昭和31年9月30日 熊毛町                      | 熊毛町                      | 平成15年4月21日 周南市の一部 | 周南市   |
| 下田布施村     | 下田布施村     | 下田布施村                | 田布施村        | 大正10年2月11日 町制 田布施町 | 田布施町              | 田布施町                  | 田布施町                    | 昭和30年1月1日 田布施町                     | 田布施町                    | 田布施町                     | 田布施町 |
| 上田布施村     | 上田布施村     | 上田布施村                | 田布施村        | 大正10年2月11日 町制 田布施町 | 田布施町              | 田布施町                  | 田布施町                    | 昭和30年1月1日 田布施町                     | 田布施町                    | 田布施町                     | 田布施町 |
| 波野村         | 波野村         | 波野村                    | 田布施村        | 大正10年2月11日 町制 田布施町 | 田布施町              | 田布施町                  | 田布施町                    | 昭和30年1月1日 田布施町                     | 田布施町                    | 田布施町                     | 田布施町 |
| 大波野村       | 大波野村       | 大波野村                  | 田布施村        | 大正10年2月11日 町制 田布施町 | 田布施町              | 田布施町                  | 田布施町                    | 昭和30年1月1日 田布施町                     | 田布施町                    | 田布施町                     | 田布施町 |
| 宿井村         | 宿井村         | 宿井村                    | 城南村          | 城南村                        | 城南村                | 城南村                    | 城南村                      | 昭和30年1月1日 田布施町                     | 田布施町                    | 田布施町                     | 田布施町 |
| 吉井村         | 吉井村         | 明治初年 宿井村に合併     | 城南村          | 城南村                        | 城南村                | 城南村                    | 城南村                      | 昭和30年1月1日 田布施町                     | 田布施町                    | 田布施町                     | 田布施町 |
| 川西村         | 川西村         | 川西村                    | 城南村          | 城南村                        | 城南村                | 城南村                    | 城南村                      | 昭和30年1月1日 田布施町                     | 田布施町                    | 田布施町                     | 田布施町 |
| 麻郷村         | 麻郷村         | 麻郷村                    | 麻郷村          | 麻郷村                        | 麻郷村                | 麻郷村                    | 麻郷村                      | 昭和30年1月1日 田布施町                     | 田布施町                    | 田布施町                     | 田布施町 |
| 麻郷奥村       | 麻郷奥村       | 麻郷奥村                  | 麻郷村          | 麻郷村                        | 麻郷村                | 麻郷村                    | 麻郷村                      | 昭和30年1月1日 田布施町                     | 田布施町                    | 田布施町                     | 田布施町 |
| 大島郡馬島     | 大島郡馬島     | 明治9年 所属変更 馬島     | 麻里布村        | 麻里布村                      | 麻里布村              | 麻里布村                  | 麻里布村                    | 昭和30年1月1日 田布施町                     | 田布施町                    | 田布施町                     | 田布施町 |
| 別府村         | 別府村         | 別府村                    | 麻里布村        | 麻里布村                      | 麻里布村              | 麻里布村                  | 麻里布村                    | 昭和30年1月1日 田布施町                     | 田布施町                    | 田布施町                     | 田布施町 |
| 平生村         | 町分           | 平生村                    | 平生村          | 明治36年4月1日 町制 平生町    | 平生町                | 平生町                    | 平生町                      | 昭和30年1月1日 平生町                       | 平生町                      | 平生町                       | 平生町   |
| 平生村         |                | 平生村                    | 平生村          | 明治36年4月1日 町制 平生町    | 平生町                | 平生町                    | 平生町                      | 昭和30年1月1日 平生町                       | 平生町                      | 平生町                       | 平生町   |
| 宇佐木村       | 宇佐木村       | 宇佐木村                  | 平生村          | 明治36年4月1日 町制 平生町    | 平生町                | 平生町                    | 平生町                      | 昭和30年1月1日 平生町                       | 平生町                      | 平生町                       | 平生町   |
| 玖珂郡竪ヶ浜村 | 玖珂郡竪ヶ浜村 | 明治9年 所属変更 竪ヶ浜村 | 平生村          | 明治36年4月1日 町制 平生町    | 平生町                | 平生町                    | 平生町                      | 昭和30年1月1日 平生町                       | 平生町                      | 平生町                       | 平生町   |
| 大野北村       | 大野北村       | 大野北村                  | 大野村          | 大野村                        | 大野村                | 大野村                    | 大野村                      | 昭和30年1月1日 平生町                       | 平生町                      | 平生町                       | 平生町   |
| 大野南村       | 大野南村       | 大野南村                  | 大野村          | 大野村                        | 大野村                | 大野村                    | 大野村                      | 昭和30年1月1日 平生町                       | 平生町                      | 平生町                       | 平生町   |
| 曽根村         | 曽根村         | 曽根村                    | 曽根村          | 曽根村                        | 曽根村                | 曽根村                    | 曽根村                      | 昭和30年1月1日 平生町                       | 平生町                      | 平生町                       | 平生町   |
| 大島郡佐合島   | 大島郡佐合島   | 明治9年 所属変更 佐合島   | 佐賀村          | 佐賀村                        | 佐賀村                | 佐賀村                    | 佐賀村                      | 昭和30年1月1日 平生町                       | 平生町                      | 平生町                       | 平生町   |
| 小郡村         | 小郡村         | 小郡村                    | 佐賀村          | 佐賀村                        | 佐賀村                | 佐賀村                    | 佐賀村                      | 昭和30年1月1日 平生町                       | 平生町                      | 平生町                       | 平生町   |
| 佐賀村         | 佐賀村         | 佐賀村                    | 佐賀村          | 佐賀村                        | 佐賀村                | 佐賀村                    | 佐賀村                      | 昭和30年1月1日 平生町                       | 平生町                      | 平生町                       | 平生町   |
| 尾国村         | 尾国村         | 尾国村                    | 佐賀村          | 佐賀村                        | 佐賀村                | 佐賀村                    | 佐賀村                      | 昭和30年1月1日 平生町                       | 平生町                      | 平生町                       | 平生町   |
| 室津村         | 室津村         | 室津村                    | 室津村          | 室津村                        | 室津村                | 室津村                    | 室津村                      | 昭和33年2月1日 上関村に編入 即日町制 上関町 | 上関町                      | 上関町                       | 上関町   |
| 大島郡長島     | 大島郡長島     | 明治9年 所属変更 長島     | 上関村          | 上関村                        | 上関村                | 上関村                    | 上関村                      | 昭和33年2月1日 町制 上関町                  | 上関町                      | 上関町                       | 上関町   |
| 大島郡八島     | 大島郡八島     | 明治9年 所属変更 八島     | 上関村          | 上関村                        | 上関村                | 上関村                    | 上関村                      | 昭和33年2月1日 町制 上関町                  | 上関町                      | 上関町                       | 上関町   |
| 大島郡祝島     | 大島郡祝島     | 明治9年 所属変更 祝島     | 上関村          | 上関村                        | 上関村                | 上関村                    | 上関村                      | 昭和33年2月1日 町制 上関町                  | 上関町                      | 上関町                       | 上関町   |
| 伊保庄南村     | 伊保庄南村     | 伊保庄南村                | 伊保庄南村      | 明治34年3月1日 改称 阿月村    | 阿月村                | 阿月村                    | 阿月村                      | 昭和31年7月20日 柳井市に編入                | 柳井市                      | 平成17年2月21日 柳井市の一部 | 柳井市   |
| 伊保庄村       | 伊保庄村       | 伊保庄村                  | 伊保庄村        | 伊保庄村                      | 伊保庄村              | 伊保庄村                  | 伊保庄村                    | 昭和31年9月30日 柳井市に編入                | 柳井市                      | 平成17年2月21日 柳井市の一部 | 柳井市   |

## 行政
歴代郡長
| 代 | 氏名 | 就任年月日               | 退任年月日                | 備考                   |
| -- | ---- | ------------------------ | ------------------------- | ---------------------- |
| 1  |      | 明治12年（1879年）1月6日 |                           |                        |
|    |      |                          | 大正15年（1926年）6月30日 | 郡役所廃止により、廃官 |